# Gallo pinto

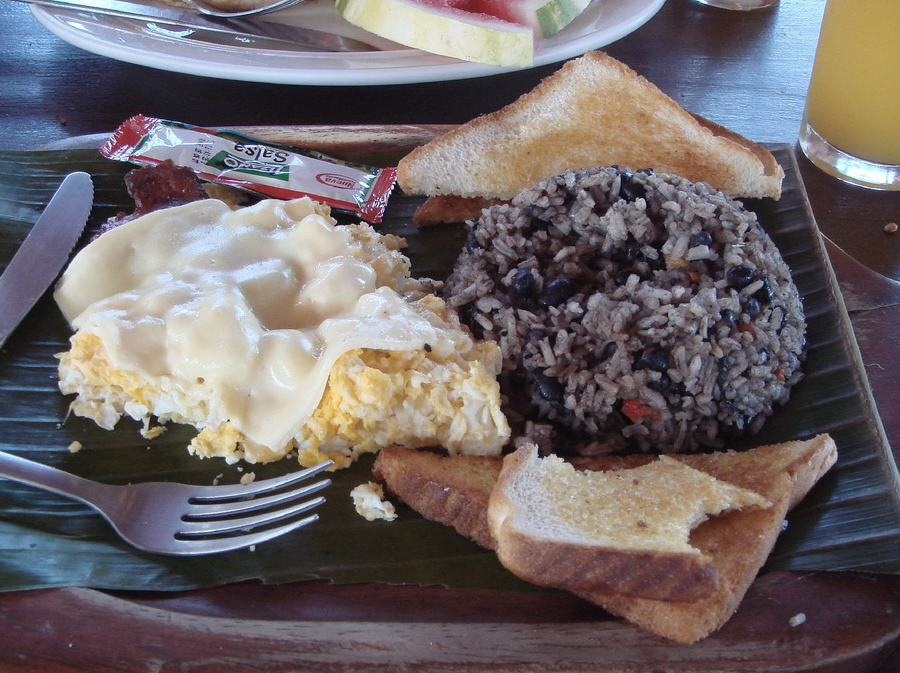
En costaricansk frukost med gallo pinto (höger)

Gallo pinto är en traditionell maträtt i Centralamerika bestående av bönor och ris. Rätten kan ätas till alla måltider och i många delar av framförallt Costa Rica och Nicaragua äts rätten två eller tre gånger dagligen, vanligt som frukost. Gallo pinto är även både Nicaraguas och Costa Ricas nationalrätt. Den äts varm.
Även om rätten består av samma ingredienser så är sättet som den bereds på olika från land till land och även bönsorten varierar. Förutom bönor ris består gallo pinto ofta även att diverse kryddor såsom koriander, lök och paprika. Riset, som ursprungligen kommer från Asien, introducerades av araberna i Spanien och blev en viktig och mångsidig ingrediens under 1400- och 1500-talen. I samband med den spanska koloniseringen av Amerika införde spanjorerna snabbt ris i Mexiko och övriga Sydamerika. Risodlingen under 1700-talet blev relevant även för Centralamerika. Asiatiskt ris odlades av afrikaner redan under neolitisk tid, och i samband med att de kom till Amerika som slavar var de vana vid att äta ris. Så detta skedde också med bönor, som odlades århundraden tidigare i Mesoamerika. På sin resa till Amerika fick slavarna skålar och en träsked som de åt av två gånger om dagen. De åt främst bönor och europeiskt eller afrikanskt ris, tillsammans med majs, jams, kassava och bröd.
Den serveras ofta med salsa Lizano. Enkelt förklarat: Gallo pinto -bönorna kokas snabbt tills vattnet nästan har absorberats helt och färdigställs med ris och andra ingredienser som kokt paprika, hackad lök, kryddor, och vitlök.

## Namnet
Gallo pinto är spanska och betyder ordagrant målad tupp. Namnet härstammar troligtvis från den färg riset får av bönorna då maträtten tillreds. I Costa Rica används vanligtvis svarta bönor medan röda bönor är vanligare i Nicaragua.
I vissa delar av Centralamerika, exempelvis El Salvador, går rätten under namnet casamiento (sv. äktenskap).